# Oldenwood
Oldenwood („Олдънууд“) е хевиметъл група от Северозападна България, гравитираща около периферията на дуум метъл жанра.

## История
Първоначално групата е сформирана като страничен проект под името Soul Hospital („Соул Хоспитал“) от Владислав Иванов (китара и вокал), Виктор Василев (барабани) и присъединилият се година по-късно Мариян Елезов (бас китара). Активна е през периода 2005 – 2008 година, като записва няколко демо-версии на песните си и не прави никакви опити за публична изява с изключение на бутиков концерт пред тесен кръг хора и преустановява всякаква дейност в началото на 2009 година.
През 2017 година първоначалните трима членове на Soul Hospital възраждат проекта под новото име Oldenwood с идеята да вдъхнат нов живот на старите песни, но вече като квартет след присъединяването на Венци Николовски (вокал). В този състав и под това име групата съумява да запише няколко сингъла, реализира концертни участия, издава дебютният си албум The Path Of Wisdom и заснема няколко любителски видео клипове. Албумът е публикуван на 01.07.2018 година, а неговата премиерата е с концерт в бившият клуб Fans в София на 28.07.2018 г. Копия от тиража се продават успешно, както в страната, така и зад граница с регистрирани продажби във Финландия, Латвия, Англия и Германия. Албумът бива добре приет се ползва с добри отзиви и оценки. 
През есента на 2019, след напускането на оригиналният барабанист Виктор Василев, съставът на групата се разширява до квинтет с присъединяването на Георги Вельов (барабани) и Иван Младенов (китара). В този състав наред с няколкото концертни участия и два нови видео клипа групата вече работи върху нов материал, който по-късно става част от нейният втори албум. През 2020 година Иван Младенов напуска групата, а година по-късно това прави и Мариян Елезов. Бандата отново става квартет с присъединяването на Зорница Зарева на бас китарата.
На 26.03.2022 групата изнася юбилеен концерт в клуб The Stage - Враца, където представя специален сет включващ всичките песни от своя дебютен албум и повечето от песните предстоящи да влязат в неговия наследник. В концерта взимат участие почти всички бивши и настоящи членове на Oldenwood.
След няколко последователни звукозаписни сесии в периода от 2020 до 2022 година, Oldenwood съумяват да завършат своят втори дългосвирещ албум Obscurity Poems записан от Владислав Иванов, Венци Николовски и Георги Вельов и миксиран от Владислав Иванов в неговото Freewind Studio. Албумът излиза на 31.10.2022 г., но остава без официална концертна премиера, тъй като групата вече от две години не е спирала да изпълнява на живо песни от него. Изданието е добре прието, а тиражът отново се радва на добър интерес. В продуцирането на албума групата прави крачка напред в сравнение с първото си издание, а песните следват посоката зададена от дебюта, но клавирните партии този път са изтеглени по-назад, за сметка на по-усложнената структура на композициите. Закриващата песен може да бъде определена, като нещо по нетипично за групата и представлява авторска интерпретация върху популярна фолклорна песен.
През времето на своята активна дейност група Oldenwood издава и тиражира два пълнометражни албума, заснема няколко любителски видеоклипа, участва в радио и други интервюта, в статии и публикации на местни и чужди медийни портали и взема участие в няколко самостоятелни концерта и множество фестивали във Враца, Мездра и София. Някои от групите, с които споделя сцена са Милена Славова, Епизод, Подуене Блус Бенд, Северозападняците, Fyeld, Bleak Revelation, Distorted Reality, Grimaze, Dark Soul Architects, Revolutions Per Minute, Dishonored, Ciroza, Mass Confusion, Sacrisal, Squad Of Death, Roadwire и други.

## Стил
В музицирането на групата преобладават китарни рифове характерни за дуум метъл сцената, подплатени с много атмосфера. Въпреки тяхното многопластово и на моменти епично звучене, композициите са опростени и меланхолични, а при вокалните партии се редуват мелодични линии с гроулинг пеене, което още повече затруднява определянето на стилова съпричастност.
Като характерна особеност за Oldenwood може да се изтъкне използването на клавирна симбек подложка при живите изпълнения, което спомага за по-ефектно пресъздаване на атмосферата от песните, но се оказва и предпоставка за доста технически затруднения, поради което в по-късен етап това става рядко използван похват само при специални случай.

## Текстове
Повечето от текстовете на песните са опит за философски поглед върху моралната деградация на обществото, но въпреки това не са социално ангажирани и се характеризират с депресивно и на моменти меланхолично отношение.

## Състав
- Владислав Иванов – китара и вокал (2004 - 2009), китара и симбек (2017 - 2023 г.)
  - предишни групи: Innerhell, Soul Hospital, Rangers, Pulsatory;

- Венци Николовски – вокал (2017 - 2022 г.)

- Мариян Елезов – бас китара (2007 - 2008, 2017 - 2021 г.)
  - предишни групи: Soul Hospital, Requiem;

- Виктор Василев – барабани (2006 - 2008, 2017 - 2019 г.)
  - предишни групи: Soul Hospital, Mass Confusion;

- Георги Вельов – барабани (2019 - 2022 г.)
  - предишни групи: Pulsatory, Squad Of Death;

- Зорница Зарева – бас китара (2021 - 2022 г.)

- Иван Младенов – китара (2019 - 2020 г.)
  - предишни групи: Squad Of Death;

- Димитър Димитров – гост вокал (2008 г.)

## Дискография
като Soul Hospital
- „Sadomagick Deliverance“ Demo (2004)
- „Eternal Flame“ EP (2005)
- „Soul Hospital“ Demo (2006)
- „Live Sessions“ Demo (2007)
- „Live“ Live Bootleg AV (2008)

като Oldenwood
- „Spellcraft“ Demo (2017)
- „Eternal Flame“ Single (2017)
- „Sadomagick Deliverance“ Single (2017)
- „The Path of Wisdom“ Demo (2017)
- „The Spirit of Goat'n Roll“ Live (2018)
- „The Path Of Wisdom“ LP (2018)
- „Spirits“ Single (2018)
- „GORA“ Demo (2019)
- „The Road Of The Goat“ Single (2019)
- „Revisioned“ EP (2020)
- „Temple Of Doom“ Single (2020)
- „Obscurity Poems“ LP (2022)

Видео
- Timeless Land, официален видеозапис (2018)
- Lost Memories, официален видеозапис (2019)
- No One But Me, официален видеозапис (2019)
- Apocalypse, официален видеозапис (2019)
- The Road Of The Goat, официален видеозапис (2020)
- Temple Of Doom, официален видеозапис (2020)

## Допълнително
- Музика и концепция: Владислав Иванов
- Текстове: Владислав Иванов (всички песни) и Венци Николовски (Shelter & Apocalypse)
- Аранжимент: Oldenwood
- Запис и миксиране с подкрепата на „Freewind Studio“, Враца.
- Разпространение с подкрепата на „The Spirit Of Goat'n Roll“.